# Валеряново (Познанський повіт)
Валеряново (пол. Walerianowo) — село в Польщі, у гміні Коморники Познанського повіту Великопольського воєводства.
У 1975-1998 роках село належало до Познанського воєводства.